# 清水港站
清水港站（日语：／ Shimizuminato eki */?）是位於靜岡縣清水市（現時：靜岡市清水區）新港町，日本國有鐵道（國鐵）的清水港線貨運車站（廢站）。

## 概要
尤如其名，此站是鄰接清水港的臨海車站。車站東邊設有豐年製油靜岡工場（現時：J-Oli Mills靜岡事業所）的專用線，曾經設有棚車貨運列車行走。另外，途過「電動纜車起重機」（Telpher Crane），此站可讓鐵路貨車和船隻之間直接起卸木材。該裝置成為了車站的特徵。
在車站啟用以來都是貨運車站。本線靠近海一方設有1面月台。

## 歷史
- 1916年（大正5年）7月10日 - 東海道本線貨物支線開設此貨運車站[1]。
- 1928年（昭和3年）5月29日 - 設置「電動纜車起重機」（Telpher Crane）[2]
- 1942年（昭和17年）4月1日 - 開始處理小型行李（成為一般車站）。
- 1944年（昭和19年）12月1日 - 所屬線變更為清水港線[3]。
- 1954年（昭和29年）9月1日 - 結束處理小型行李（回復為貨運車站）。
- 1984年（昭和59年）4月1日 -　清水港線廢線，此站也被廢除[4]。

## 現況
現時車站遺址靠近國道149號一方建設了綜合商業中心S-PULSE DREAM PLAZA。靠海一方建設了清水海洋公園。靠近海邊公園內的電動纜車起重機於2000年（平成12年）登錄為國家登錄有形文化財。

## 相鄰車站
日本國有鐵道
清水港線
清水－（貨）清水港－清水埠頭

## 注腳
1. ↑  「鉄道院告示第30号」《官報》1916年7月10日（國立國會圖書館數碼化收藏）
2. ↑  《貨物鉄道百三十年史（下巻）》(2007)，305頁
3. ↑  「運輸通信省告示第579号・第580号・第581号」《官報》1944年11月30日（國立國會圖書館數碼化收藏）
4. ↑  . 交通新聞 (交通協力会). 1984-01-28: 2 （日语）.